# 圣塞韦里诺市
圣塞韦里诺市（義大利語：Mercato San Severino），是意大利萨莱诺省的一个市镇。总面积30平方公里，人口21590人，人口密度719.7人/平方公里（2009年）。ISTAT代码为065067。